# Tappendorf
Tappendorf (niederdeutsch: Tabbendörp) ist eine Gemeinde im Kreis Rendsburg-Eckernförde in Schleswig-Holstein. Kaaksburg liegt im Gemeindegebiet.

## Geografie und Verkehr
Tappendorf liegt etwa 20 km westlich von Neumünster und 22 km südlich von Rendsburg im Naturpark Aukrug. Südwestlich von Tappendorf kreuzen sich die Bundesstraßen B 77 von Rendsburg nach Itzehoe und B 430 von Neumünster in Richtung Schenefeld (Kreis Steinburg). Die nächsten Einkaufsmöglichkeiten befinden sich in der Nachbargemeinde Hohenwestedt. Dort befindet sich auch der nächstgelegene Bahnhof an der Bahnstrecke Neumünster–Heide.
Die Landschaft um Tappendorf ist hügelig und waldreich. Durch die Gemeinde fließt der Hasselbek.
Am Nordrand der Gemeinde befindet sich der östlichste Teil des NATURA 2000-Gebietes FFH-Gebiet Haaler Au.

## Geschichte
Der Name Tappendorf deutet auf einen Personennamen („Tabbe“ oder „Tabbo“) hin und entwickelte sich von der ersten Erwähnung als „Tabbendorp“ 1375 bis heute zu Tappendorf. Das Dorf entstand an einer langgezogenen Dorfstraße mit kurzen Nebenstraßen.
1759 wurde eine Dorfschule gegründet, in der bis in die 1970er Jahre von einem hauptamtlichen Lehrer unterrichtet wurde. Auf Grund der Einrichtung einer Dörfergemeinschaftsschule in Hohenwestedt wurde diese wie alle anderen Dorfschulen der Umgebung geschlossen und dient heute als Wohnhaus. Der ehemalige Schulhof vor dem noch bestehenden Gebäude, auf dem sich ein Spielplatz befindet, ist nach dem langjährigen Lehrer Dürrholz benannt.
Auch von der 1894 gegründeten Meierei und der Ziegelei existieren nur noch die Gebäude. Die 1904 eröffnete Gaststätte wurde 2010 geschlossen.

## Politik

### Gemeindevertretung
Bei der Kommunalwahl am 14. Mai 2023 wurden insgesamt neun Sitze vergeben. Diese fielen erneut alle an die Kommunale Wählergemeinschaft Tappendorf. Die Wahlbeteiligung betrug 69,5 %.

### Wappen
Blasonierung: „In Silber ein roter, mit einer goldenen Krone, deren sechs Zacken mit einer Perle besteckt sind, belegter Balken. Über diesem eine rote Mauerkrone mit sechs Zinnen, unter ihm ein blauer Schlüssel mit dem Bart rechts oben.“

## Vereine und Verbände
Die Freiwillige Feuerwehr wird gemeinsam mit der Nachbargemeinde Rade betrieben. In Tappendorf gibt es einen Ortsverband des Deutschen Roten Kreuzes, einen Fußball- und einen Schützenverein.